# I duellanti
I duellanti (The Duellists) è un film del 1977 diretto da Ridley Scott, basato sul racconto Il duello, di Joseph Conrad.

## Trama
Nell'anno in cui Napoleone prende il potere in Francia, il tenente ussaro Armand d'Hubert è incaricato dal generale Treillard di comunicare lo stato d'arresto al suo pari grado, ma di umili origini, Gabriel Féraud, responsabile del ferimento in duello del nipote del sindaco di Strasburgo. Féraud, disturbato durante un incontro galante con la nobildonna Madame de Lionne, chiede immediata soddisfazione a d'Hubert, ma durante il duello è ferito a un avambraccio e il confronto si interrompe senza esito. Le conseguenze sono immediate: Féraud dichiara di voler affrontare nuovamente d'Hubert finché non avrà soddisfazione, mentre d'Hubert richiede al generale Treillard una commissione d'inchiesta che però, a causa del sopraggiungere della guerra, non avrà seguito. Il dottor Joaquin, amico di d'Hubert e da lui mandato a medicare Féraud, sa bene che esistono tre possibilità per evitare di battersi nuovamente: la lontananza, la differenza di grado e lo stato di belligeranza della nazione, chiosando scherzosamente «Tieniti alla larga da lui, fa' più carriera di lui e abbi fede in Bonaparte».
Negli anni successivi, la vita dei due ufficiali si intreccia con le vicende di Napoleone e della Grande Armée; prigionieri del codice d'onore, sono tenuti a sfidarsi ogni volta che le circostanze lo permettono, ma per varie circostanze non riescono mai a concludere un duello e ottenere giusta soddisfazione. Non sfugge a tale consuetudine lo scontro avvenuto durante la ritirata dalla Russia: d'Hubert e Féraud, sorpresi da alcuni cosacchi, non esitano a fare fuoco contro di loro, anteponendo lo scontro tra nazioni a quello personale secondo le norme disciplinari e le regole dell'onore. Con il rientro di Napoleone in Francia dall'esilio all'Isola d'Elba, Féraud decide di seguire nuovamente l'imperatore, mentre d'Hubert rimane fedele a Re Luigi, da poco salito al trono. Dopo la sconfitta nella battaglia di Waterloo, Féraud cade in disgrazia e, come tutti i bonapartisti rimasti, è arrestato, mentre d'Hubert continua la sua carriera nell'esercito monarchico e ottiene il comando di una brigata.
La questione d'onore tra i due, tuttavia, non è ancora risolta. Venuto a conoscenza della prossima condanna a morte dell'antico rivale, d'Hubert si reca personalmente dal ministro della polizia Joseph Fouché affinché il nome di Féraud sia cancellato dalla lista dei condannati. Féraud è rimesso in libertà ma è costretto a vivere sotto la sorveglianza della polizia; nonostante ciò, contatta segretamente d'Hubert tramite i suoi secondi per lo scontro finale. Il duello sarà idealmente la conclusione di quello interrotto in Russia: si svolgerà con pistola e con due colpi a testa. Féraud esplode a vuoto i suoi colpi, mentre d'Hubert ne consuma solo uno, potendo così disporre della vita del rivale. Sorprendentemente, il lungo confronto durato anni ha un epilogo incruento: d'Hubert «dichiara morto» Féraud e questi dovrà rispettare la sua volontà, in ottemperanza alle regole del codice d'onore. Da questo momento le strade dei due uomini si separano per sempre.

## Riconoscimenti
- 1977 - Festival di Cannes
  - Premio per la miglior opera prima
- 1978 - David di Donatello
  - Miglior regista straniero a Ridley Scott

## Citazioni e omaggi
- Gli Iron Maiden, gruppo heavy metal britannico, presero ispirazione dal film creando la canzone The Duellist, contenuta nell'album Powerslave del 1984.